# Rose Francine Rogombé
Rose Francine Rogombé (nhũ danh Etomba) (20/9/1942 - 10/4/2015) là một chính trị gia người Gabon, là Tổng thống Gabon từ tháng 6 năm 2009 đến tháng 10 năm 2009, sau cái chết của Tổng thống lâu năm Omar Bongo. Bà đã trở thành Tổng thống của Thượng viện thành công căn cứ theo hiến pháp, một bài mà cô được bầu vào tháng 2 năm 2009. Bà là một luật sư chuyên nghiệp và là thành viên của Đảng Dân chủ Gabon (PDG). Rogombé là nữ nguyên thủ quốc gia đầu tiên của Gabon. Sau nhiệm kỳ tổng thống tạm thời, bà trở lại vị trí Chủ tịch Thượng viện.

## Thời thơ ấu và sự nghiệp
Rose Francine Etomba, xuất thân từ dân tộc thiểu số Galwa, sinh ra ở Lambaréné,một trong những thuộc địa của Pháp nằm ở xích đạo châu Phi (nay là Gabon), vào năm 1942. Sau khi học tại Pháp,bà làm việc như một thẩm phán ở Gabon. Bà cũng từng phục vụ trong chính phủ với tư cách là Ngoại trưởng vì sự tiến bộ của phụ nữ và nhân quyền trong những năm 1980. Bà rời khỏi chính trị trong thời gian chuyển sang chính trị đa đảng vào đầu những năm 1990, thay vào đó cống hiến hết mình cho pháp luật; cuối cùng bà trở thành Phó chủ tịch của Toà án hình sự đặc biệt. Năm 2007, bà nhận được bằng thần học.

## Sau khi hết nhiệm kỳ tổng thống
Rogombé đã phân phát 23.000 đồ chơi cho trẻ em ở Lambaréné vào ngày 30 tháng 1 năm 2010 trong một lễ Giáng sinh muộn.
Sau cuộc bầu cử Thượng viện tháng 12 năm 2014, Lucie Milebou Aubusson đã được bầu để kế nhiệm Rogombé làm Chủ tịch Thượng viện vào ngày 27 tháng 2 năm 2015.
Rogombé qua đời vào ngày 10 tháng 4 năm 2015 tại một bệnh viện ở Paris, nơi bà đã đi điều trị y tế vài ngày trước đó.